# Aiglemont
Aiglemont és un municipi francès situat al departament de les Ardenes i a la regió del Gran Est. L'any 2007 tenia 1.575 habitants.

## Demografia

### Població
El 2007 la població de fet d'Aiglemont era de 1.575 persones. Hi havia 632 famílies de les quals 124 eren unipersonals (44 homes vivint sols i 80 dones vivint soles), 232 parelles sense fills, 208 parelles amb fills i 68 famílies monoparentals amb fills.
La població ha evolucionat segons el següent gràfic:
Habitants censats

### Habitatges
El 2007 hi havia 684 habitatges, 648 eren l'habitatge principal de la família, 14 eren segones residències i 22 estaven desocupats. 660 eren cases i 21 eren apartaments. Dels 648 habitatges principals, 565 estaven ocupats pels seus propietaris, 74 estaven llogats i ocupats pels llogaters i 9 estaven cedits a títol gratuït; 2 tenien una cambra, 8 en tenien dues, 59 en tenien tres, 185 en tenien quatre i 394 en tenien cinc o més. 524 habitatges disposaven pel capbaix d'una plaça de pàrquing. A 280 habitatges hi havia un automòbil i a 325 n'hi havia dos o més.

### Piràmide de població
La piràmide de població per edats i sexe el 2009 era:
| Homes | Edats   | Dones |
| ----- | ------- | ----- |
| 0     | 95 o +  | 0     |
| 0     | 90 a 94 | 8     |
| 0     | 85 a 89 | 12    |
| 16    | 80 a 84 | 0     |
| 8     | 75 a 79 | 20    |
| 36    | 70 a 74 | 28    |
| 52    | 65 a 69 | 60    |
| 52    | 60 a 64 | 44    |
| 32    | 55 a 59 | 52    |
| 76    | 50 a 54 | 64    |
| 68    | 45 a 49 | 88    |
| 80    | 40 a 44 | 80    |
| 76    | 35 a 39 | 56    |
| 60    | 30 a 34 | 64    |
| 36    | 25 a 29 | 44    |
| 48    | 20 a 24 | 36    |
| 56    | 15 a 19 | 60    |
| 72    | 10 a 14 | 68    |
| 60    | 5 a 9   | 60    |
| 36    | 0 a 4   | 16    |

## Economia

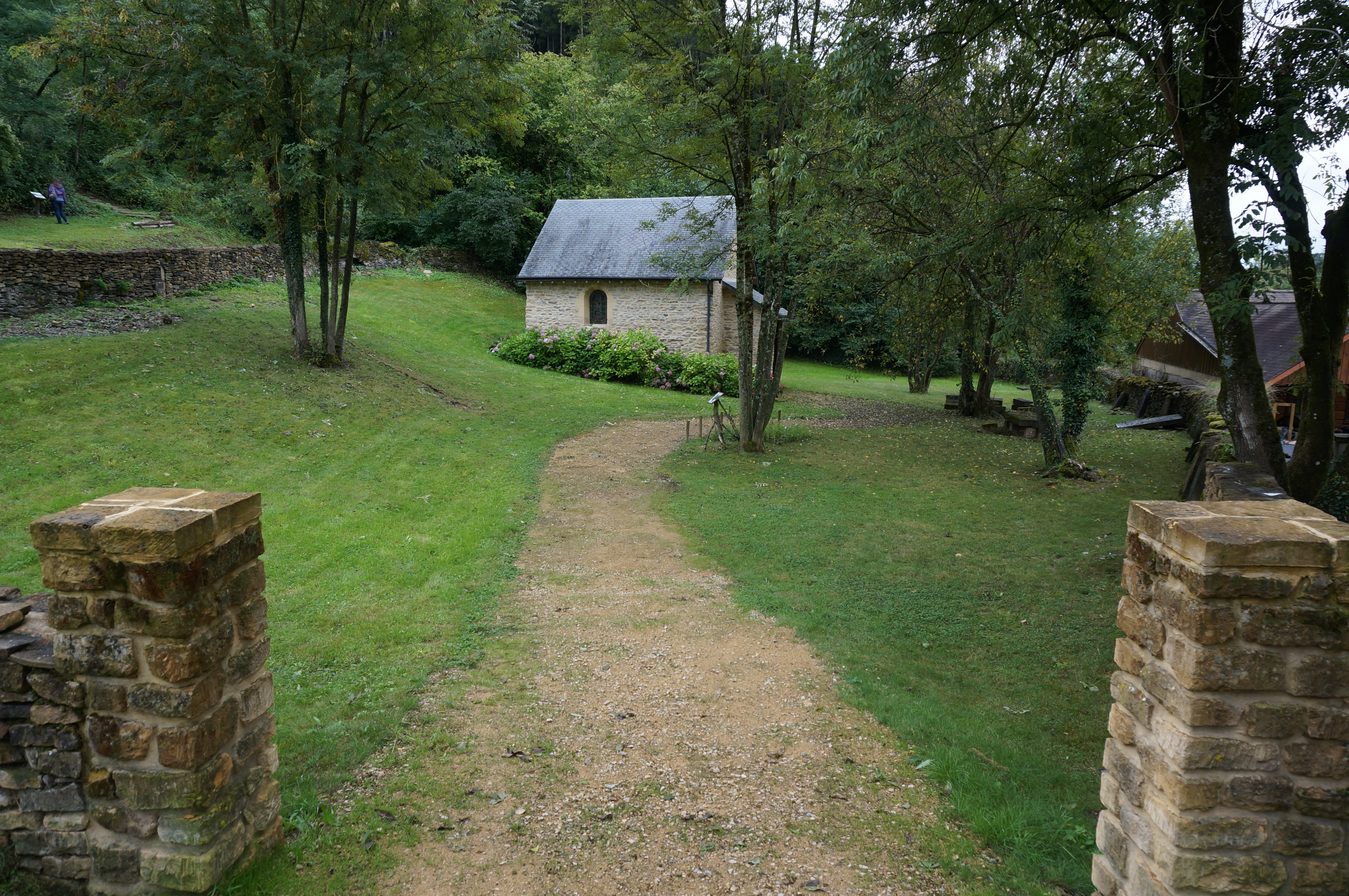
Capella de Saint-Quentin i el seu cementiri.

El 2007 la població en edat de treballar era de 1.017 persones, 737 eren actives i 280 eren inactives. De les 737 persones actives 676 estaven ocupades (352 homes i 324 dones) i 61 estaven aturades (30 homes i 31 dones). De les 280 persones inactives 133 estaven jubilades, 86 estaven estudiant i 61 estaven classificades com a «altres inactius».

### Ingressos
El 2009 a Aiglemont hi havia 658 unitats fiscals que integraven 1.657 persones, la mediana anual d'ingressos fiscals per persona era de 20.789 €.

### Activitats econòmiques
Dels 56 establiments que hi havia el 2007, 1 era d'una empresa alimentària, 6 d'empreses de fabricació d'altres productes industrials, 14 d'empreses de construcció, 7 d'empreses de comerç i reparació d'automòbils, 1 d'una empresa de transport, 1 d'una empresa financera, 3 d'empreses immobiliàries, 4 d'empreses de serveis, 13 d'entitats de l'administració pública i 6 d'empreses classificades com a «altres activitats de serveis».
Dels 17 establiments de servei als particulars que hi havia el 2009, 1 era un taller de reparació d'automòbils i de material agrícola, 2 paletes, 3 guixaires pintors, 3 fusteries, 3 lampisteries, 2 electricistes, 2 perruqueries i 1 agència immobiliària.
Dels 4 establiments comercials que hi havia el 2009, 1 era una botiga de més de 120 m², 1 una botiga de menys de 120 m² i 2 floristeries.
L'any 2000 a Aiglemont hi havia 3 explotacions agrícoles.

## Equipaments sanitaris i escolars
L'únic equipament sanitari que hi havia el 2009 era una farmàcia.
El 2009 hi havia una escola elemental.

## Patrimoni i monuments

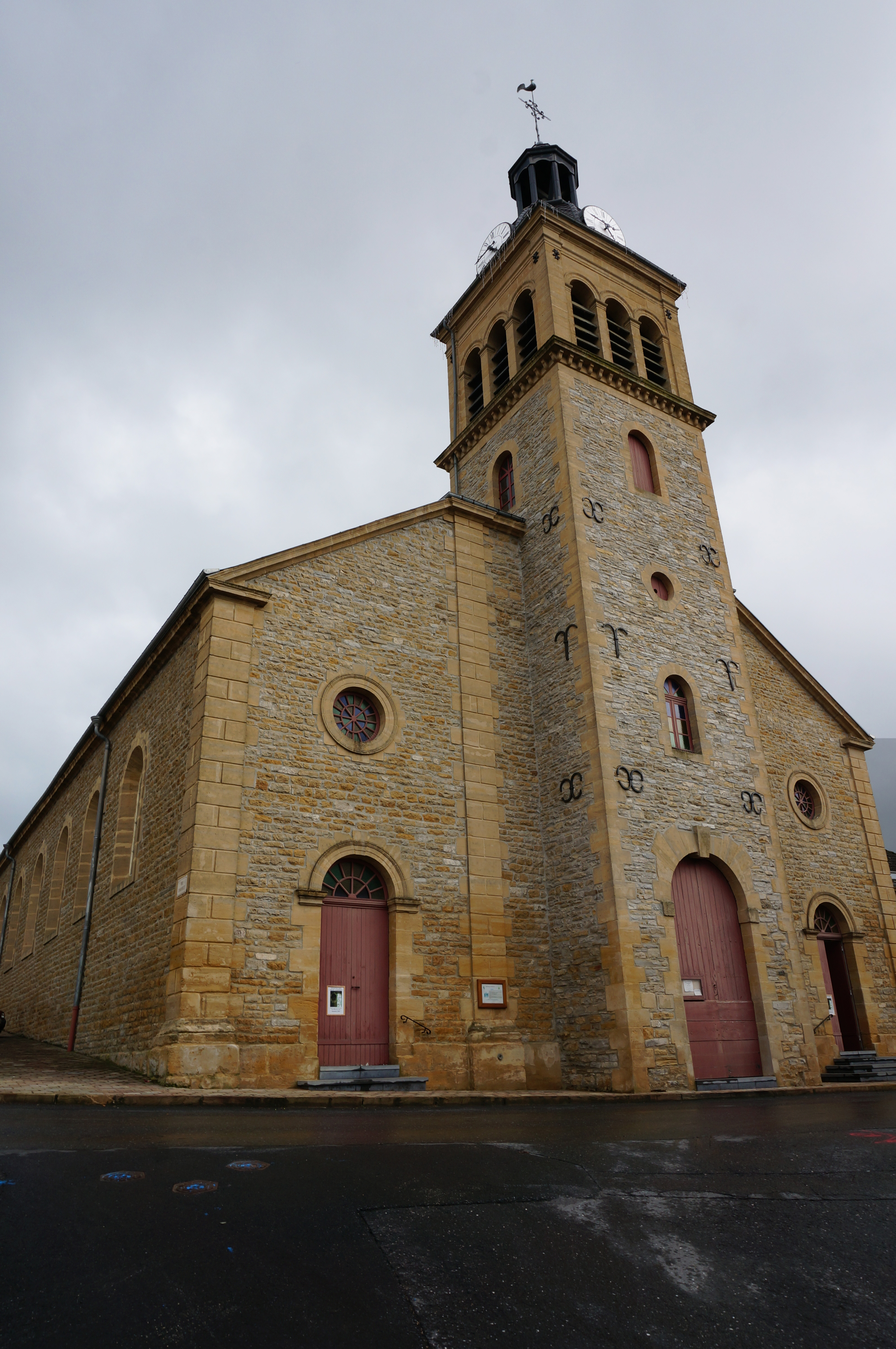
Església de Saint-Quentin.

- Església de Saint-Quentin. De finals del segle xviii. L'església té una sèrie de vitralls interessants dels segles xix i xx que tracten sobre la Primera Guerra Mundial.
- La Capella de Saint-Quentin. Recentment restaurada.
- El Calvari.

## Personalitats notables
- Jean-Charles Fortuné Henry, fundador de la comuna llibertària l'Essai el 1903 a la població.

## Poblacions més properes
El següent diagrama mostra les poblacions més properes.